# 宮城県道23号仙台塩釜線

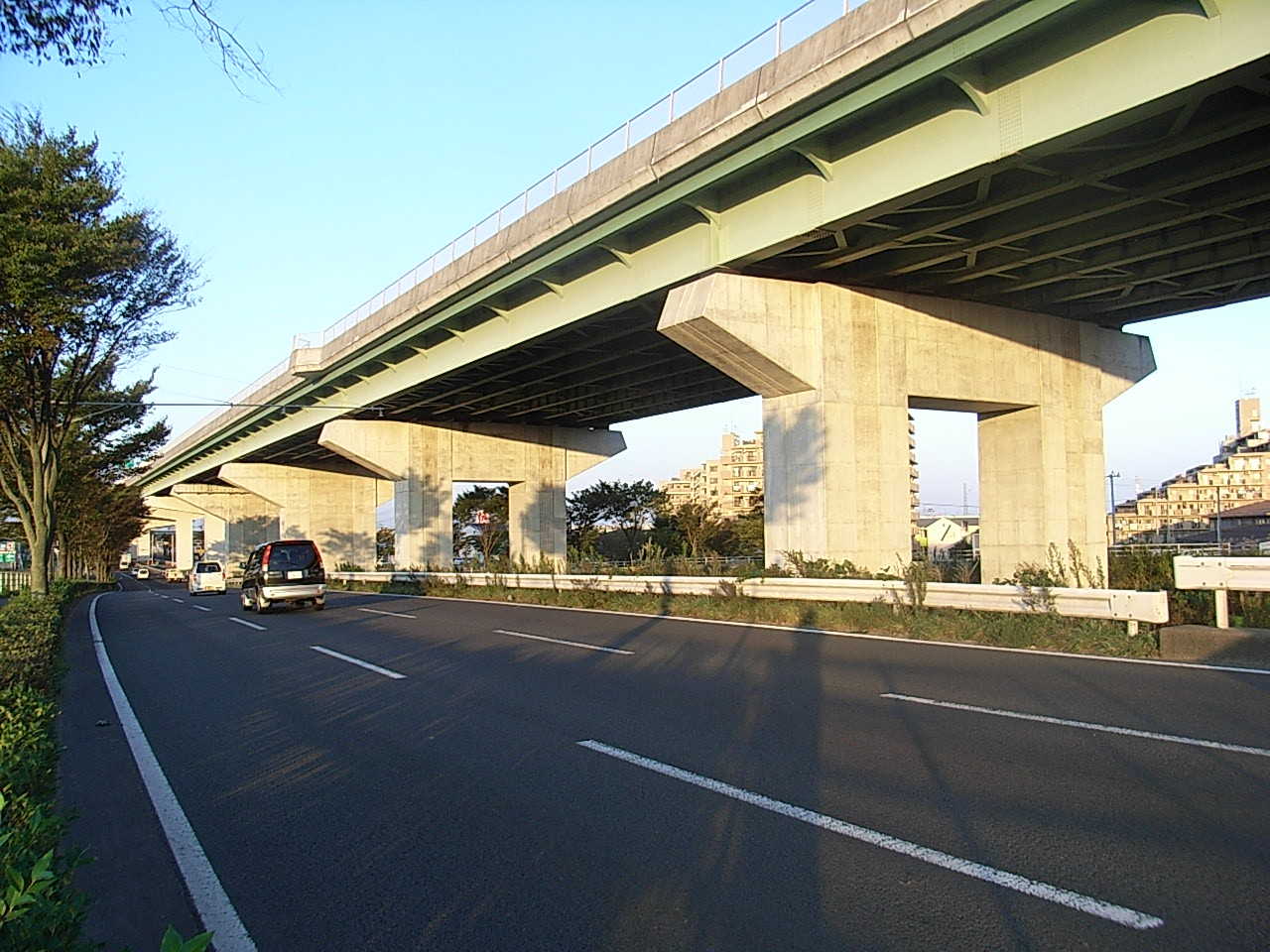
仙台市宮城野区の仙台港（仙台塩釜港仙台港区）付近。高架は仙台東部道路（2007年（平成19年）10月）

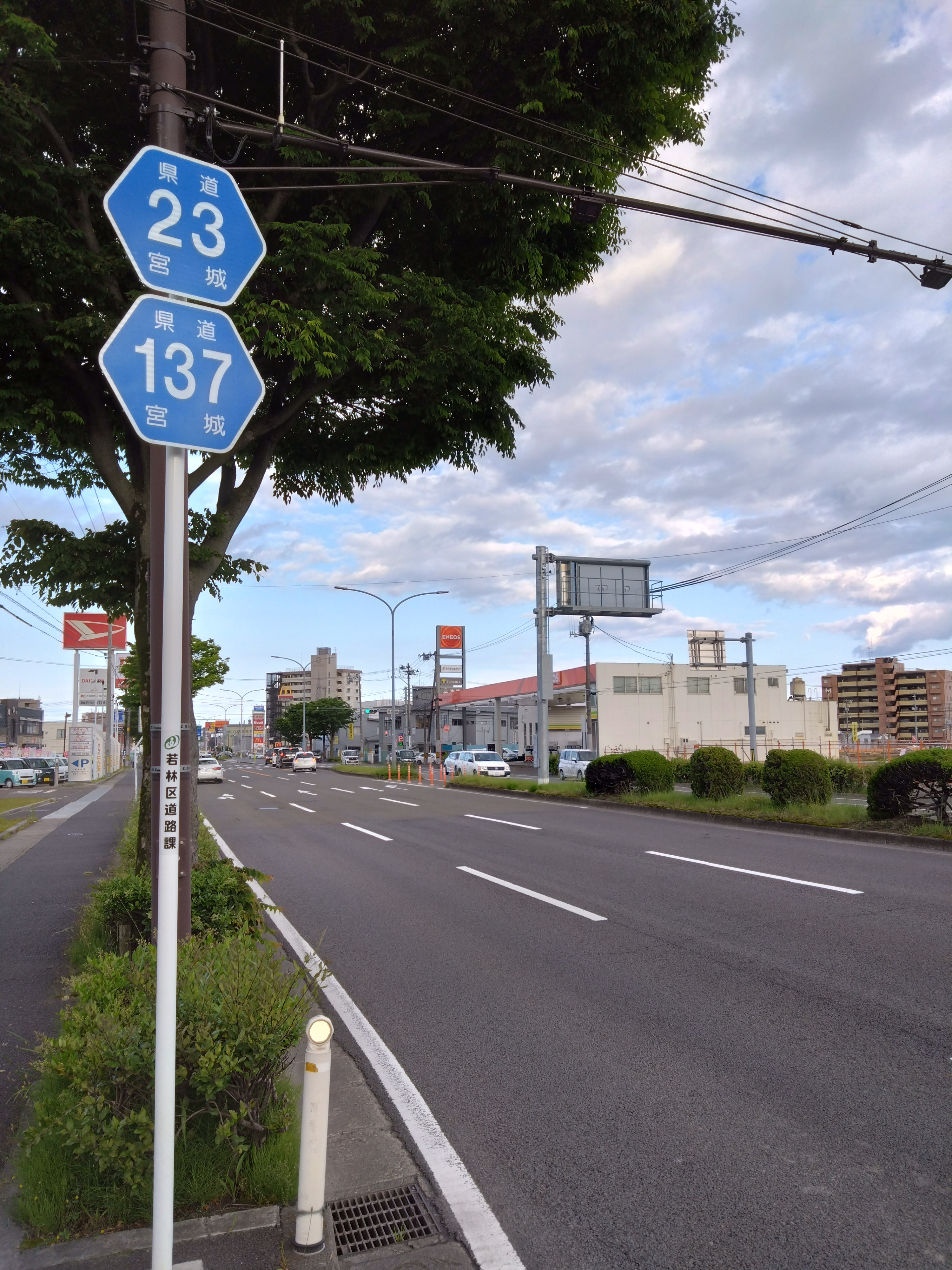
仙台市若林区の六丁目交差点（起点）付近から塩釜方向。（2025年（令和7年）6月）
県道137号との重複区間にあたるため、路線名標識が二段重ねとなっている。

宮城県道23号仙台塩釜線（みやぎけんどう23ごう せんだいしおがません）は、宮城県仙台市若林区から塩竈市に至る県道（主要地方道）である。通称：産業道路。

## 概要
仙台市若林区六丁の目の国道4号（仙台バイパス）交点から、塩竈市の塩釜港（仙台塩釜港塩釜港区）に至る。
また、若林区六丁の目東交差点から、宮城野区出花（いでか）団地東交差点までの間は、道路の上空を仙台東部高架橋が走っている。

### 路線データ
- 総延長：13,651.3 m（仙台市管理分7614.4 m[1]、宮城県管理分6036.9 m[2]）
- 起点：仙台市若林区六丁の目西町（六丁目交差点）
- 終点：塩竈市港町二丁目
- 本線（Google マップ）

## 歴史
- 1976年（昭和51年）
  - 4月1日 - 県道多賀城菖蒲田線の一部、大代塩釜線及び仙台多賀城線が、「仙台塩釜線」として建設省（現・国土交通省）から主要地方道の指定を受ける。[3]
  - 9月10日 - 宮城県が主要地方道41号として「県道仙台塩釜線」を認定。[4]
- 1993年（平成5年）
  - 5月11日 - 建設省から、県道仙台塩釜線が仙台塩釜線として主要地方道に指定される[5]。
  - 10月19日 - 県道番号が決定[6]され、従前の主要地方道41号[7]から、県道23号に変更される。（12月1日より施行）
- 2022年（令和4年）3月29日 - 当線唯一の2車線区間であった塩竈市内の区間が、都市計画道路八幡築港線として4車線に拡幅され供用開始。[8][9]

## 路線状況

### 重複区間
- 宮城県道137号荒浜原町線：仙台市若林区六丁目交差点 - 同市同区六丁の目南町交差点
- 宮城県道10号塩釜亘理線：仙台市宮城野区中野石橋交差点 - 同市同区仙台港入口交差点
- 宮城県道58号塩釜七ヶ浜多賀城線：多賀城市念仏橋西阿元交差点 - 同市大代三丁目

### 交通量[10]
令和３年度・12時間交通量
- 仙台市若林区六丁の目元町 - 33,520台（推計値）
- 多賀城市町前１丁目 - 25,717台
- 多賀城市大代１丁目 - 25,843台
- 塩竈市牛生町 - 16,029台（推計値）

## 地理

### 通過する自治体
- 仙台市（若林区 - 宮城野区）
- 多賀城市
- 塩竈市

### 交差する道路
- 国道4号・国道6号（仙台バイパス）・宮城県道137号荒浜原町線（起点）
- 宮城県道137号荒浜原町線（仙台市若林区六丁の目南町）
- 仙台東部道路（仙台東IC）
- 宮城県道139号蒲生福田線（仙台市宮城野区鶴巻）
- 仙台市都市計画道路：元寺小路福室線
- 宮城県道10号塩釜亘理線（亘理方面）（仙台市宮城野区中野）
- 宮城県道10号塩釜亘理線（多賀城市街方面）（仙台市宮城野区仙台港北）
- 宮城県道58号塩釜七ヶ浜多賀城線（多賀城市街方面）（多賀城市栄）
- 宮城県道58号塩釜七ヶ浜多賀城線（菖蒲田浜方面）（多賀城市大代）
- 宮城県道58号塩釜七ヶ浜多賀城線（七ヶ浜町役場方面、下馬方面）（多賀城市笠神）
- 宮城県道11号塩釜港線（終点）

### 沿線の施設など
- 仙台市地下鉄東西線 六丁の目駅
- 仙台うみの杜水族館（高砂中央公園）
- 三井アウトレットパーク仙台港
- イオン多賀城店
- ポリテクセンター宮城
- ソニー仙台テクノロジーセンター
- 陸上自衛隊多賀城駐屯地
- 砂押貞山運河